# Hisao Sekiguchi
Hisao Sekiguchi (Prefectura de Saitama, Japó, 29 d'octubre de 1954), és un exfutbolista japonès.

## Selecció japonesa
Hisao Sekiguchi va disputar 3 partits amb la selecció japonesa.